# 七筋姑
七筋姑（学名：Clintonia udensis）是百合科七筋姑属的植物，根狀莖較硬，粗約5毫米，葉橢圓形、倒卵狀矩圓形或倒披針形，可藥用。分布于西伯利亚、朝鲜、锡金、日本、不丹、印度以及中国大陆的陕西、辽宁、甘肃、四川、河北、河南、吉林、黑龙江、湖北、云南、西藏、山西等地，生长于海拔1,600米至4,000米的地区，常生于高山疏林下及阴坡疏林下，目前尚未由人工引种栽培。